# Inédits
Inédits (französisch für Unveröffentlicht) ist eine Livealbum-Kompilation der französischen Progressive-Rock- und Zeuhl-Gruppe Magma. Es erschien 1977 als Vinyl auf Tapioca und wurde 2004 von Seventh Records auf Compact Disc neu aufgelegt.

## Entstehungsgeschichte
Die Stücke des Albums wurden von Klaus Blasquiz, Louis Sarkissian und Giorgio Gomelsky bei Proben und Konzerten mit den gerade zur Verfügung stehenden Mitteln aufgenommen, weswegen Kritiker häufig die schlechte Tonqualität der Aufnahmen bemängelten. Die Titel wurden von den verschiedenen Magma-Formationen von Juni 1972 bis Januar 1975 regelmäßig auf der Bühne gespielt, aber bis dahin nicht im Studio aufgenommen. 2004 wurden einige Teile schließlich als Studioaufnahmen auf dem Album Köhntarkösz Anteria veröffentlicht.

## Titelliste
| Nr.          | Titel                         | Autor(en)                     | Aufnahmedatum und -ort                   | Länge  |
| ------------ | ----------------------------- | ----------------------------- | ---------------------------------------- | ------ |
| 1.           | Soẁiloï + KMX - EXII - opus 3 | Christian Vander, Jannick Top | Anfang 1974                              | 13:45  |
| 2.           | KMX - BXII - opus 7           | Top                           | 26. September 1974, Gibus Club, Paris    | 6:13   |
| 3.           | Om Zanka                      | Vander                        | 21. Januar 1975, Répétition Drancy       | 5:30   |
| 4.           | Gamma                         | Vander                        | Juni 1973, Orry-la-Vile                  | 4:00   |
| 5.           | Terrien si je t'ai convoqué   | Vander                        | Juni 1972                                | 4:10   |
| 6.           | Gamma Anteria                 | Vander                        | 15. Februar 1973, Studio Aquarium, Paris | 7:45 … |
| Gesamtlänge: | Gesamtlänge:                  | Gesamtlänge:                  | Gesamtlänge:                             | 41:23  |